# هنري شيروود
هنري شيروود (بالإنجليزية: Henry Sherwood)‏ هو محامي وسياسي أمريكي، ولد في 9 أكتوبر 1813 في الولايات المتحدة، وتوفي في 10 نوفمبر 1896 في نفس البلد. حزبياً، نشط في الحزب الديمقراطي. وقد انتخب عضو مجلس النواب الأمريكي.